# Sandorf
Sandorf je prva profesionalna književna agencija u Hrvatskoj.

## Povijest
Osnovana je 2007. godine i otada djeluje kao književna agencija za zastupanje hrvatskih pisaca u inozemstvu, nakladnička kuća i distributer knjiga.

## Djelatnost
Sandorf objavljuje hrvatske autore i prijevode važnih europskih publicističkih naslova. Naslove objavljuje u nekoliko nakladničkih nizova:
- Avantura - značajniji autori s područja nekadašnje SFR Jugoslavije
- Predikat - životopisi istaknutih humanista koji su obilježili 20. stoljeće
- Sandorf - značajna djela s područja povijesti, sociologije, antropologije i srodnih disciplina
- Socka - "neobične knjige koje se drugi izdavači ne bi usudili objaviti"
- Potemkin - suvremena književnost zemalja istočne Europe

## Vanjske poveznice
Mrežna mjesta
- www.sandorf.hr, službeno mrežno mjesto